# ¡Todos contra uno, uno contra todos!
¡Todos para uno y uno contra todos! es el tercer álbum de la serie Superlópez, compuesto por ocho historietas cortas que son ¡Conjuro peligroso!, El préstamo, ¡Batalla en el superbanco!, Misterio en las dunas, La última batalla, Espíritu de contradicción, ¡Uno contra todos Y todos contra uno! y ¡Hasta Siempre!.
A Jan no le gustaba la idea de que su personaje tuviera tan poco  protagonismo en el relato, por lo que decidió abandonar la historias de El supergrupo, volviendo a centrar las historietas en su protagonista.

## Trayectoria editorial
En Alemania, donde el personaje recibió el nombre de Super-Meier, la editorial Condor Verlag publicó en 1982 el inicio de esta aventura en su tercer número, utilizando la portada que se utilizó en España, mientras que el resto de este álbum fue utilizado en el cuatro número.